# 쭈
쭈 시사(베트남어: Thị xã Chũ / 市社珠)는 베트남 동북부 지방 박장성의 티싸(시사)이다. 2023년을 기준으로 이 지역의 인구는 127,881명이다.

## 행정 구역
쭈 시사는 5개의 방과 5개의 사를 관할하고 있다.

### 방
- 쭈 방 (Phường Chũ, 珠坊)
- 홍장 방 (Phường Hồng Giang, 紅江坊)
- 프엉선 방 (Phường Phượng Sơn, 鳳山坊)
- 타인하이 방 (Phường Thanh Hải, 淸海坊)
- 쭈흐우 방 (Phường Trù Hựu, 住佑坊)

### 사
- 끼엔라오 사 (Xã Kiên Lao, 堅牢社)
- 끼엔타인 사 (Xã Kiên Thành, 堅城社)
- 미안 사 (Xã Mỹ An, 美安社)
- 남즈엉 사 (Xã Nam Dương, 南陽社)
- 꾸이선 사 (Xã Quý Sơn, 貴山社)